# Donde el corazón te lleve (novela)
Donde el corazón te lleve (Va’ dove ti porta il cuore) es una novela de la autora italiana Susanna Tamaro editada en el año 1994. El libro es sin duda el más popular de la novelista, llegando a vender más de dos millones y medio de ejemplares sólo en Italia, y siendo llevado a una versión cinematográfica en el año 1996 bajo la dirección de Cristina Comencini.

## Reseña
La historia trata sobre Olga, una anciana que, al comprender que ya le queda poco tiempo de vida, decide abrirle su corazón a través de una carta a su amada nieta que está en Estados Unidos, para que logre entenderla tras haber sostenido una vida de incomprensiones y peleas entre las dos.
Desde la cocina donde antes vivían juntas, Olga le relata a su nieta todos los parajes de su atormentada vida: su infeliz infancia, su solitaria juventud, su matrimonio sin amor, su único verdadero amor, la pérdida de su hija (que murió trágicamente en un accidente cuando la nieta sólo era un bebé), para que finalmente después de su muerte quizás algún día la entienda por ser como era.